# Campionati europei di ciclismo su strada 2008 - Gara in linea maschile Junior
La gara in linea maschile Junior dei Campionati europei di ciclismo su strada 2008 si è svolta il 6 luglio 2008 con partenza ed arrivo da Pallanza, in Italia, su un percorso totale di 129,6 km. La medaglia d'oro è stata vinta dal francese Johan Le Bon con il tempo di 3h13'57" alla media di 40,093 km/h, argento al britannico Luke Rowe e a completare il podio il polacco Piotr Gawronski terzo.
Partenza con 282 ciclisti, dei quali 76 completarono la gara.

## Squadre e corridori partecipanti
| N.      | Cod. | Squadra         |
| ------- | ---- | --------------- |
| 1-5     | ALB  | Albania         |
| 6-16    | AUT  | Austria         |
| 17-24   | BEL  | Belgio          |
| 25-32   | BLR  | Bielorussia     |
| 33-39   | BUL  | Bulgaria        |
| 40-48   | CRO  | Croazia         |
| 49-60   | CZE  | Repubblica Ceca |
| 61-71   | ESP  | Spagna          |
| 72-82   | EST  | Estonia         |
| 83      | FIN  | Finlandia       |
| 84-94   | FRA  | Francia         |
| 95-101  | GBR  | Regno Unito     |
| 102-111 | GER  | Germania        |
| 112-118 | GRE  | Grecia          |
| 119-125 | IRL  | Irlanda         |
| 126-136 | ITA  | Italia          |
| 137-146 | LAT  | Lettonia        |

| N.      | Cod. | Squadra       |
| ------- | ---- | ------------- |
| 147     | LIE  | Liechtenstein |
| 148-153 | LTU  | Lituania      |
| 154-162 | LUX  | Lussemburgo   |
| 163-169 | MDA  | Moldavia      |
| 170-171 | MKD  | Macedonia     |
| 172-179 | NOR  | Norvegia      |
| 180-190 | POL  | Polonia       |
| 191-201 | PRT  | Portogallo    |
| 202-205 | ROU  | Romania       |
| 206-215 | RUS  | Russia        |
| 216-226 | SVN  | Slovenia      |
| 227-233 | SRB  | Serbia        |
| 234-244 | SUI  | Svizzera      |
| 245-255 | SVK  | Slovacchia    |
| 256-262 | SWE  | Svezia        |
| 263-272 | TUR  | Turchia       |
| 273-282 | UKR  | Ukraina       |

## Ordine d'arrivo (Top 10)
| Pos. | Corridore          | Squadra     | Tempo    |
| ---- | ------------------ | ----------- | -------- |
| 1    | Johan Le Bon       | Francia     | 3h13'57" |
| 2    | Luke Rowe          | Regno Unito | s.t.     |
| 3    | Piotr Gawronski    | Polonia     | s.t.     |
| 4    | Boris Zimine       | Francia     | s.t.     |
| 5    | Nejc Kosir         | Slovenia    | s.t.     |
| 6    | Mattia Cattaneo    | Italia      | s.t.     |
| 7    | Florent Brochard   | Francia     | a 15"    |
| 8    | Peter Sagan        | Slovacchia  | a 25"    |
| 9    | Michał Kwiatkowski | Polonia     | a 31"    |
| 10   | Eugenio Alafaci    | Italia      | a 55"    |